# Квіцинський Юлій Олександрович
Юлій Олександрович Квіцинський (нар. 28 вересня 1936, місто Ржев, тепер Тверської області, Російська Федерація — 3 березня 2010, місто Москва) — радянський і російський державний діяч, дипломат, 1-й заступник міністра закордонних справ СРСР, надзвичайний і повноважний посол СРСР у Федеративній Республіці Німеччині, надзвичайний і повноважний посол Російської Федерації в Королівстві Норвегія. Кандидат у члени ЦК КПРС у 1986—1989 роках. Член ЦК КПРС у 1989—1990 роках. Депутат Державної думи Російської Федерації 4—5-го скликань (2003—2010) від КПРФ. Кандидат юридичних наук (1968).

## Життєпис
Народився в родині викладачів. Прадід по батьковій лінії брав участь у польському повстанні 1864 року, за що був відправлений на будівництво фортеці в Бобруйську.
Дитячі роки провів у місті Красноярську, де батько викладав лісівництво, а мати — ґрунтознавство в Сибірському лісотехнічному інституті.
У 1953—1959 роках — студент Московського державного інституту міжнародних відносин, здобув фах «міжнародні відносини країн Заходу і міжнародне право».
У 1959—1960 роках — перекладач, у 1960—1965 роках — аташе, третій секретар, другий секретар посольства СРСР у Німецькій Демократичній Республіці.
Член КПРС з 1962 року.
У 1965—1978 роках — другий секретар, перший секретар, експерт-консультант, заступник завідувача 3-го Європейського (німецького) відділу міністерства закордонних справ СРСР. 
У 1978—1981 роках — радник-посланник посольства СРСР у Федеративній Республіці Німеччині.
У 1981—1986 роках — посол з особливих доручень міністерства закордонних справ СРСР, керівник делегації СРСР на переговорах з США про обмеження ядерних озброєнь в Європі, що проходили в Женеві.
15 квітня 1986 — 24 квітня 1990 року — надзвичайний і повноважний посол СРСР у Федеративній Республіці Німеччині.
У квітні 1990 — травні 1991 року — заступник міністра, 12 травня — 21 вересня 1991 року — 1-й заступник міністра закордонних справ СРСР.
З вересня 1991 року — в апараті міністерства закордонних справ СРСР (РФ).
З 1992 року — віце-президент зовнішньополітичної асоціації Російської Федерації. У 1996—1997 роках був радником голови Ради Федерації Федеральних Зборів Російської Федерації Єгора Строєва.
У 1997—2003 роках — надзвичайний і повноважний посол Російської Федерації в Королівстві Норвегія.
З грудня 2003 року — депутат Державної думи 4-го скликання, обраний за списком КПРФ. З 2004 року — 1-й заступник голови комітету Державної думи з міжнародних справ, 1-й заступник голови комісії Державної думи по вивченню практики забезпечення прав людини і основних свобод, контролю за їх забезпеченням в іноземних державах.
З грудня 2007 року — депутат Державної думи 5-го скликання, обраний за списком КПРФ. З 16 січня 2008 року — 1-й заступник голови комітету Державної думи з міжнародних справ.
Помер 3 березня 2010 року в Москві. Похований на Троєкуровському цвинтарі.

## Нагороди і звання
- орден Жовтневої Революції
- орден Трудового Червоного Прапора
- орден Дружби народів
- Великий Хрест ордена Заслуг (Норвегія)
- медалі
- Заслужений працівник дипломатичної служби Російської Федерації
- надзвичайний і повноважний посол СРСР